# Forsterina armigera
Forsterina armigera là một loài nhện trong họ Desidae.
Loài này thuộc chi Forsterina. Forsterina armigera được miêu tả năm 1908 bởi Eugène Simon.